# Erwin Ernst Kunz

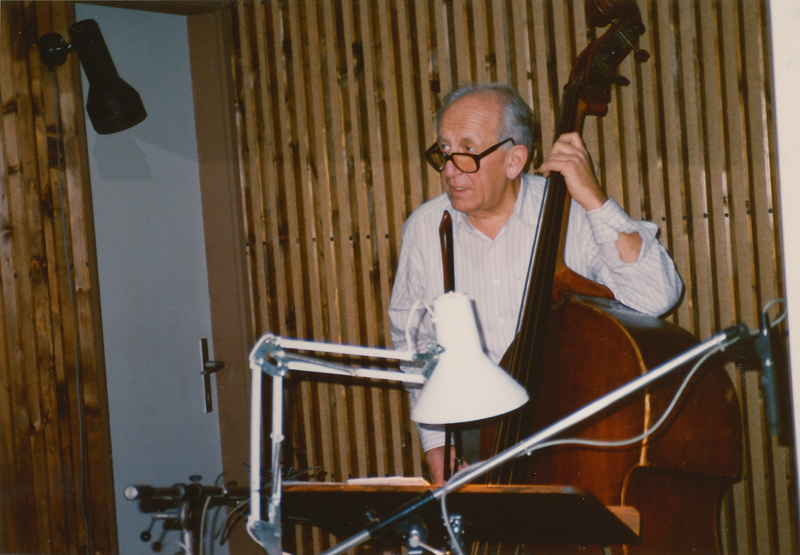
Erwin Ernst Kunz

Erwin Ernst Kunz (* 24. März 1917 in Uster, Kanton Zürich; † 11. Juli 2014) war ein Schweizer Musiker, Komponist, Orchester-Arrangeur, Dirigent, Chorleiter und Musiktheoretiker.

## Leben
Erwin Ernst Kunz wuchs zusammen mit seinen Brüdern Jakob und Willy im damals ländlichen Uster auf. Sein erstes Musikinstrument, eine alte, defekte Handorgel, erhielt er als 10-Jähriger von seiner Mutter geschenkt. Ein Musiklehrer aus Uster stellte ihm später ein funktionsfähiges Akkordeon zur Verfügung und erteilte dem Knaben Unterricht. Die ärmlichen Verhältnisse in der Arbeiterfamilie boten für musische Betätigungen wenig Spielraum. Ein weitsichtiger Vormund ermöglichte ihm die Aufnahmeprüfung am Zürcher Konservatorium, die er als 17-Jähriger erfolgreich bestand.

### Berufsmusiker
Kunz verfügte über ein absolutes Musikgehör. Er besuchte drei Jahre das Zürcher Konservatorium. Als 20-Jähriger wurde er in das Tonhalle-Orchester aufgenommen, in dem er als Tubist und Kontrabassist von 1937 bis zur Pensionierung im Jahr 1982 spielte. Als junger Musiker studierte er die Kompositionstechniken der grossen Meister wie Richard Wagner, Johannes Brahms, Anton Bruckner und anderer grosser Komponisten und bildete sich in musiktheoretischen Fächern weiter.
Internationale Berufssinfonieorchester von Wien, Mailand, Berlin, über Peking bis Buenos Aires engagierten den Tubisten gerne als Zuzüger. Unter Musikerkollegen war er als «Tuba-Kuenz» bekannt.
Neben seiner Tätigkeit als Orchestermusiker wirkte und engagierte sich Kunz in den unterschiedlichsten Bereichen des Schweizer Musikschaffens. Er dirigierte diverse Berufs- und Amateurmusikformationen sowie auch Chöre und amtierte als Korrepetitor für Opernsänger. Ebenso war er als musikalischer Aufnahmeleiter für Musikstudios tätig: Er war verantwortlich für die Produktion einer CD-Reihe mit Schweizer Liedern und Märschen, die anlässlich der 700-Jahr-Feier der Schweizerischen Eidgenossenschaft entstand («Kantons-Märsche aus der ganzen Schweiz» Vol. 1 + Vol. 2, «Schweizer-Lieder aus allen Kantonen» Vol. 1 + Vol. 2, alle 1991 erschienen bei K-Tel).
Über viele Jahre hinweg war Kunz sonntäglicher Organist und Chorleiter in der Strafanstalt Regensdorf. Unter seinem Dirigat nahm der Chor zusammen mit dem Bläserkorps der Heilsarmee und Solisten Anfang der 1970er-Jahre einen Tonträger auf. Die Weihnachtsliedersammlung «Der Gefangenenchor der Strafanstalt Regensdorf singt Weihnachtslieder» wurde mit grossem Erfolg vertrieben.
Regelmässig und zu seinem persönlichen Vergnügen trat er mit Volksmusik-Formationen auf und spielte Tuba oder Kontrabass. Manchmal spielte er das Akkordeon, unter anderem bei der Ländlerkapelle Edi Bär, der Freudenberger Dorfmusik von Otto Würsch oder der Seldwyler Dorfmusik von Jakob Farner. 1979 hatte er einen Tuba-Auftritt in der SRF Sendung "Für Stadt & Land" beim Moderator Wysel Gyr, wo er zwei Eigenkompositionen („De Florhöfler“ 3/4 Takt & „Immer schneller“ Polka) gemeinsam mit 4 weiteren Berufsmusikern vortrug. Nach seiner Pensionierung beim Tonhalle-Orchester unterrichtete er als Lehrer für Tuba am Konservatorium Luzern.
In den 1960er Jahren dirigierte Ernst Kunz das Blasorchester «Züri-Leu» (Berufsmusiker des Tonhalle-Orchesters) und spielte 1965 mit diesen Musikern als Dirigent eine musikalisch wertvolle Langspielplatte mit Schweizer Marschmusik ein.
Zeit seines Lebens war Ernst Kunz auch als Komponist, Arrangeur und Liedtexter aktiv. Ab 1964 war er Mitglied bei der SUISA. Er komponierte Märsche, Orchester- und Chor-Stücke sowie Singspiele und schrieb oder bearbeitete unzählige Bläser- und Streicherorchestrierungen und Arrangements. Die meisten seiner Werke sind leider verschollen. Eine besondere Vorliebe hatte er für Kinderlieder. Die vielen Lieder, die er geschrieben und vertont hat, wurden im Buch «Kinderlieder: wenn die Kinder singen, lacht der Himmel froh, alle Engel singen laut ein Jubilo» (erschienen im Jahr 2000) verewigt.
Für das Album «View To Heaven» von Les Sauterelles komponierte Kunz die Streicherarrangements und dirigierte ein 16-köpfiges Streichorchester bei den Aufnahmen im Tonstudio Bauer in Ludwigsburg. Zu den von Kunz orchestrierten Songs gehört auch die Single «Heavenly Club», die es 1968 auf Platz Nr. 1 der Schweizer Hitparade schaffte. Diese Single gilt als erste Schweizer Produktion, die in den offiziellen Schweizer Charts den Spitzenplatz erreichte und dadurch den internationalen Durchbruch schaffte.

### Unterhaltungsmusik als Arrangeur und Dirigent
Von 1988 bis 1989 beschäftigte sich Kunz mit den Unterhaltungsmusik-Klaviermelodien seines Neffen Rolf W. Kunz. Aus dessen Melodien schuf er mit Berufsmusikern des Opernhauses Zürich eigene Arrangements für grosses Orchester (Streicher, Bläser usw.), woraus zwei CDs entstanden. Diese Aufnahmen wurden mit Video und Fotoaufnahmen dokumentiert, was dazumal noch nicht gängig war.